# 北京城市副中心M102线

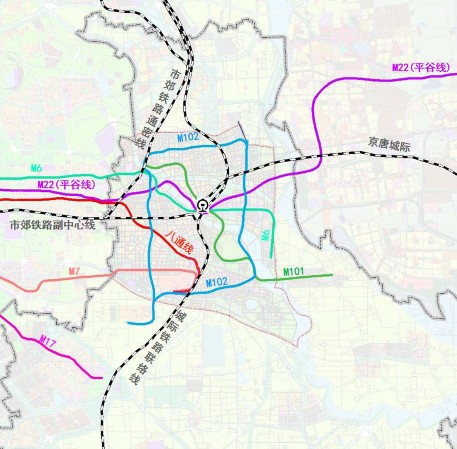
北京城市副中心“十四五”规划轨道交通示意图

北京城市副中心M102线是一条规划中的服务于北京城市副中心的地铁线路。线路北起辛庄，南至台湖东，为城市副中心内部环线，长约44公里，设车站33座，计划在“十四五”期间（2021年-2025年）开工建设。线路将一体规划M102（支）线向宋庄镇、张家湾镇延伸，以提升农村地区基础设施和公共服务建设水平。

## 未来发展
2023年2月，廊坊市人民政府新闻办公室宣布启动M102线向三河市延伸的研究工作。